# Щелкунчик и Мышиный король (мультфильм)
Щелкунчик и Мышиный король — пилот к полнометражному мультипликационному фильму 2004 года «Щелкунчик».
По мотивам сказки Гофмана и балета П. И. Чайковского.
Фильм участвовал в Тарусе-2000
В 1999 г. на Международном Нью-Йоркском фестивале фильм был удостоен Золотой медали за лучшую анимацию.

## Создатели
| режиссёр       | Татьяна Ильина                                     |
| сценарист      | Татьяна Ильина                                     |
| художники      | Татьяна Ильина, Дарья Брежнева                     |
| аниматоры      | Дмитрий Новоселов, Галина Зеброва, Сергей Глаголев |
| продюсер       | Владимир Репин                                     |
| композитор     | Пётр Чайковский                                    |
| звукооператоры | Р. Чиниришвили                                     |